# Marcel Sieberg
Marcel Sieberg (Castrop-Rauxel, 30 de abril de 1982) es un ciclista alemán que fue profesional entre 2005 y 2021.

## Biografía
Sieberg comenzó su carrera en 2005 en el equipo continental alemán Team Lamonta. Tuvo éxito en su primera temporada con muchos lugares de honor en las carreras belgas, alemanas y neerlandesas, con buena resistencia y una muy buena punta de velocidad. Desde el comienzo de la temporada, ganó su primera victoria profesional en el Tour de Drenthe. Más tarde, terminó segundo del Tour de Bochum y del Circuito Houtland y el cuarto del Tour de Rijke y del Delta Profronde. Estos notables resultados le permitió ser contratado por el equipo Wiesenhof en 2006, con la que confirmó su notable capacidad para las carreras de un solo día. Sieberg ganó el Gran Premio de Jef Scherens, y terminó tercero en la Torre de Münster. 
A continuación, siguió su progreso al unirse al equipo Team Milram en 2007. Desde el comienzo de la temporada, terminó cuarto en el Trofeo Cala Mayor, y segundo en la Kuurne-Bruselas-Kuurne, tan solo por detrás del esprínter Tom Boonen. Participó ese año en su primer Tour de Francia. En 2008 se unió al equipo Team Columbia. 
Más adelante, no logra resultados buenos. No obstante obtuvo un segundo lugar en la Profronde van Friesland por detrás de Gert Steegmans y un tercer lugar en el Trofeo Calviá en 2009, al sprint. En 2011 fichó por el equipo belga Omega Pharma-Lotto.
De cara al año 2019 se unió al equipo Bahrain Merida, compitiendo con ellos hasta su retirada en 2021. Al año siguiente se incorporó al Team DSM para ejercer de entrenador. Desde 2023 realiza estas labores en el conjunto Tudor Pro Cycling Team.

## Palmarés
2001
- 2 etapas del Tour de Berlín

2002
- 1 etapa del Tour de Berlín

2003
- 1 etapa del Tour de Berlín

2004
- 1 etapa del Tour del Mar de la China Meridional

2005
- Tour de Drenthe

2006
- Gran Premio Jef Scherens

2012
- Sparkassen Giro Bochum

2014
- Sparkassen Giro Bochum

## Resultados en Grandes Vueltas y Campeonatos del Mundo
| Carrera         | Carrera         | 2005 | 2006 | 2007  | 2008 | 2009  | 2010 | 2011  | 2012  | 2013 | 2014  | 2015  | 2016  | 2017 | 2018 | 2019 | 2020 | 2021 |
| --------------- | --------------- | ---- | ---- | ----- | ---- | ----- | ---- | ----- | ----- | ---- | ----- | ----- | ----- | ---- | ---- | ---- | ---- | ---- |
|                 | Giro de Italia  | —    | —    | —     | —    | —     | Ab.  | —     | —     | —    | —     | —     | —     | —    | —    | —    | —    | —    |
|                 | Tour de Francia | —    | —    | 120.º | —    | —     | —    | 141.º | 132.º | Ab.  | 145.º | 150.º | 169.º | Ab.  | Ab.  | —    | —    | —    |
|                 | Vuelta a España | —    | —    | —     | —    | 122.º | —    | —     | —     | —    | —     | —     | —     | —    | —    | —    | —    | —    |
| Mundial en Ruta | Mundial en Ruta | —    | Ab.  | —     | —    | Ab.   | 58.º | 96.º  | —     | —    | —     | 106.º | —     | —    | —    | —    | —    | —    |

—: no participa

Ab.: abandono

## Equipos
- Team Lamonta (2005)
- Team Wiesenhof (2006)
- Team Milram (2007)
- Team HTC-Columbia (2008-2010)
  - Team Columbia (desde junio de 2008)
  - Team Columbia-High Road (hasta junio de 2009)
  - Team Columbia-HTC (2009)
  - Team HTC-Columbia (2010)
- Lotto (2011-2018)
  - Omega Pharma-Lotto (2011)
  - Lotto Belisol Team (2012)
  - Lotto Belisol (2013-2014)
  - Lotto Soudal (2015-2018)
- Bahrain (2019-2021)
  - Bahrain Merida (2019)
  - Team Bahrain McLaren (2020)
  - Team Bahrain Victorious (2021)